# Thoiré-sous-Contensor

Thoiré-sous-Contensor este o comună în departamentul Sarthe, Franța. În 2009 avea o populație de 102 de locuitori.